# Захарченко Євгеній Анатолійович
Євгеній Анатолійович Захарченко (нар. 11 березня 1996, Суми, Україна) — український футболіст, захисник клубу «Епіцентр».

## Життєпис
Вихованець сумської «Зміни», перший тренер — А.Б. Мурашкін. У ДЮФЛУ виступав за сумську «Барсу», а також полтавські клуби «Ворскла-2» та «Ворскла». У липні 2014 року приєднався до «Чорноморця». В своєму дебютному сезоні за одеський колектив грав переважно за юніорську команду (U-19), а наступного сезону — переведений до молодіжної команди «моряків». Двічі потрапляв до заявки першої команди: 25 жовтня 2015 року просидів на лаві запасних усі 90 хвилин у нічийному (0:0) поєдинку кубку України проти полтавської «Ворскли»; 17 квітня 2016 року в програному (0:2) виїзному поєдинку 22-го туру Прем'єр-ліги проти «Ворскли» також перебував на лаві запасних, але на футбольне поле так і не вийшов. Наприкінці серпня 2016 року вільним агентом залишив «Чорноморець» та перейшов до  «Анкера». У складі клубу з Вісара зіграв 12 матчів та відзначився 2-ма голами в Оберлізі Північний-Схід (група «Південь»).
7 березня 2017 року повернувся до України та підписав контракт з «Сумами». Дебютував у футболці «городян» 19 березня 2017 року в нічийному (2:2) виїзному поєдинку 21-го туру Першої ліги проти «Тернополя». Євгеній вийшов на поле в стартовому складі, а на 61-й хвилині його замінив Богдан Суходуб. У Першій лізі за «Суми» зіграв 3 матчі, після чого залишив команду.
1 березня 2018 року уклав договір з «Гагрою». У складі нового клубу дебютував 3 березня 2018 року в нічийному (0:0) виїзному поєдинку 1-го туру Ліги Еровнулі 2 проти «Мерані» (Мартвілі). Захарченко вийшов на поле в стартовому складі та відіграв увесь матч. У футболці «Гагри» зіграв 13 матчів у Лізі Еровнулі 2 та 1 поєдинок у кубку Грузії. 19 липня 2018 року вільним агентом перейшов лр іншого грузинського клубу, «Мерані». У футболці клубу з Мартвілі дебютував 3 серпня 2018 року в переможному (3:1) домашньому поєдинку 19-го туру Ліги Еровнулі 2 проти «Гагри». Євгеній вийшов на поле в стартовому складі та відіграв увесь матч, а на 34-й хвилині отримав жовту картку. Дебютним голом за «Мерані» відзначився 22 листопада 2018 року на 59-й хвилині програного (1:2) виїзного поєдинку 33-го туру Ліги Еровнулі 2 проти «Самгуралі». Захарченко вийшов на поле на 37-й хвилині, замінивши Георгія Цимакурідзе, а на 84-й хвилині отримав жовту картку. У складі клубу з Мартвілі зіграв 13 матчів (2 голи) в Лізі Еровнулі 2 та 1 поєдинок у кубку Грузії.
Наприкінці лютого 2019 року перейшов в єреванський «Локомотив» з Першої ліги чемпіонату країни. За столичний колектив зіграв щонайменше 11 матчів у 11 матчів (2 голи) у національній першості та 1 поєдинок у національному кубку. На початку липня 2020 року отримав пожиттєву дискваліфікацію від Федерації футболу Вірменії. 12 лютого 2020 року підписав контракт з «Агробізнесом». Дебютував у футболці волочиського клубу 29 червня 2020 року в переможному (3:1) виїзному поєдинку 21-го туру Першої ліги проти запорізького «Металурга». Захарченко вийшов на поле в стартовому складі, а на 74-й хвилині його замінив Арсен Слотюк. У футболці «Агробізнеса» зіграв 7 матчів у Першій лізі та 2 матчі в кубку України. На початку грудня 2020 року стало відомо, що Євгеній залишить волочиський клуб.